# セントクリークゴルフクラブ
セントクリークゴルフクラブ（St. Creek Golf Club）は、愛知県豊田市にあるゴルフ場である。

## 概要
1980年代中期、豊田市月原地区に新たなゴルフ場の建設を始め、コース設計は ジャック・Ｗ・ニクラウス（Jack William Nicklaus）が行い、27ホール規模のゴルフ場の造成工事が着工され、1989年（平成元年）10月20日、造成工事が完了し、セントクリークゴルフクラブ、27ホール規模のゴルフ場が開場した。
ジャック・ニクラウスは、世界各地に世界ベスト100にランキングされるコースを設計しており、日本での設計コースは26コースある。ジャック・ニクラウスの設計コンセプトである視覚に訴える造形、アメリカンスタイルが徹底しているダイナミックな景観が特徴で、池やバンカーが巧みに配置されたコースが多く、難易度と美しい景観を兼ね備えている。
セントクリークゴルフクラブのコースは、限られた素材の中で可能な限りの戦略的なコースに仕上がっている。フェアウェイは決して広いとはいえず、池やバンカーの配置はとても厳しい。グリーンの大きさはかなりの大きさを持っているが、グリーンの好位置に寄せにくいようにレイアウトされている。バンカーの形にも配慮されておりプレーヤーの錯覚を受ける仕掛けがある。

## 所在地
〒444-2527 愛知県豊田市月原町黒木1-1

## コース情報
- 開場日 - 1989年10月20日
- 設計者 - ジャック・Ｗ・ニクラウス
- 面積 - 1,760,000m2（約53.2万坪）
- コースタイプ - 丘陵コース
- コース - 27ホールズ、パー108、10,492ヤード、コースレート、EAST・WEST COURSE73.8、WEST・SOUTH COURSE73.3、SOUTH・EAST COURSE73.5
- フェアウェー - コウライ
- ラフ - ノシバ
- グリーン - 2グリーン、ベント（ペンクロス）
- ハザード - バンカー93、池が絡むホール13
- ラウンドスタイル - キャディ付（乗用カート使用可）、セルフ（乗用カート使用）、乗用カート(5人乗り)リモコン式
- 練習場 - 12打席250ヤード
- 休場日 - 毎週月曜日（セルフデーにて特別営業）[3][4]

## クラブ情報
- ハウス面積 - 4,200m2（1,270.5坪）
- ハウス設計 - レーモンド設計事務所
- ハウス施工 - 鹿島建設株式会社･株式会社間組 共同企業体[3][4]

## ギャラリー
- コース - [5]
- ハウス - [6]

## 交通アクセス
- 鉄道 - 名鉄豊田線 - 豊田市駅より タクシー利用 約20分[7]
- 道路 - 猿投グリーンロード - 枝下ICより 11Km[7]

## 関連文献
- 『ゴルフ場ガイド 西版』、2006-2007、「セントクリークゴルフクラブ」、東京 ゴルフダイジェスト社、2006年5月、2021年11月18日閲覧